# Onitis fulgidus
Onitis fulgidus är en skalbaggsart som beskrevs av Johann Christoph Friedrich Klug 1855. Onitis fulgidus ingår i släktet Onitis och familjen bladhorningar. Inga underarter finns listade i Catalogue of Life.